# Resident Evil 8 Village
Resident Evil 8 Village hay gọi là Resident Evil Village là một trò chơi kinh dị sinh tồn được phát triển và phát hành bởi Capcom. Đây là phần chính thứ mười trong loạt game Resident Evil và là phần hậu bản của Resident Evil 7 Biohazard năm 2017. Trò chơi theo chân Ethan Winters, người sau cuộc gặp gỡ định mệnh với Chris Redfield, thấy mình đang ở trong một ngôi làng đầy rẫy những sinh vật đột biến trong nỗ lực tìm kiếm đứa con gái bị bắt cóc của mình. Trong khi Village duy trì các yếu tố kinh dị sinh tồn chủ đạo của series, trò chơi áp dụng một lối chơi hành động hơn so với người tiền nhiệm của nó.
Resident Evil 8 Village cũng bao gồm chế độ nhiều người chơi trực tuyến. Trò chơi đã được công bố tại sự kiện tiết lộ PlayStation 5 vào tháng 6 năm 2020 và được phát hành vào ngày 7 tháng 5 năm 2021, dành cho Windows, PlayStation 4, PlayStation 5, Xbox One, Xbox Series X / S và Stadia. Một trong những nhân vật phản diện chính của trò chơi, Lady Dimitrescu, đã trở nên nổi tiếng và trở thành một meme trên internet. Sau khi phát hành, trò chơi đã nhận được hầu hết các đánh giá tích cực. Nhiều người khen ngợi hình ảnh, lối chơi, sự đa dạng của kẻ thù và cách trình bày.

## Lối chơi

Phần chơi Mercenaries của Resident Evil 8 Village

Giống như Resident Evil 7 được làm vào năm 2017, Resident Evil 8 Village sử dụng góc nhìn thứ nhất. Trò chơi lấy bối cảnh tại một ngôi làng ở Romania có thể khám phá được. Hệ thống quản lý kho đồ tương tự như của Resident Evil 4 được phát hành vào năm 2005, có một chiếc cặp có khả năng di chuyển và xoay đồ vật để có thể sắp xếp không gian lưu trữ tốt hơn. Người chơi có thể mua vũ khí và vật phẩm từ một thương gia, được gọi là Duke. Người chơi cũng có thể săn một số động vật nhất định trong làng và được Duke nấu thành các món ăn, ăn các món phụ cho phép người chơi có được những lợi thế như giảm sát thương gây ra khi chặn. Ngoài lưu tự động, người chơi có thể lưu tiến trình trò chơi theo cách thủ công bằng cách xác định vị trí và sử dụng máy đánh chữ, thay thế máy ghi âm xuất hiện trong Resident Evil 7.
Tương tự như Resident Evil 3 (2020), Resident Evil 8 Village bao gồm một trò chơi nhiều người chơi trực tuyến sáu người, Resident Evil RE:Verse, đã bị trì hoãn cho đến mùa hè năm 2021.
Chế độ Lính đánh thuê (Mercenaries) cũng trở lại trong Village. Giống như các bản Resident Evil trước đó, nó là một chế độ chơi theo phong cách arcade.

## Tổng quan

### Bối cảnh
Resident Evil 8 Village lấy bối cảnh ba năm sau các sự kiện của Resident Evil 7. Ethan Winters trở lại với tư cách là nhân vật chính. Ethan đang sống với vợ Mia và cô con gái mới sinh Rosemary thì Chris Redfield và người của anh ta bất ngờ xuất hiện, giết vợ anh một cách máu lạnh và bắt cóc anh ta cùng con gái, đưa họ đến một ngôi làng châu Âu bí ẩn nằm ở Transylvania, Romania. Ethan phải đi qua làng để giải cứu Rosemary. Ngôi làng được cai quản bởi bốn lãnh chúa đột biến khác nhau, mỗi lãnh chúa điều khiển lực lượng của mình từ các thành trì trong làng. Lady Alcina Dimitrescu, một quý tộc cực kỳ cao lớn giống ma cà rồng, sống cùng ba cô con gái của mình và những người khác tại Lâu đài Dimitrescu. Karl Heisenberg dẫn đầu một nhóm sinh vật giống người sói được gọi là Lycans từ một nhà máy đương đại. Salvatore Moreau vận hành từ một hồ chứa nước gần làng và được mô tả là "người nhện". Donna Beneviento điều hành dinh thự của cô, House Beneviento, và điều khiển một con rối tên là Angie. Tất cả các ngôi nhà đều liên kết tới một nhân vật lãnh đạo tối cao được gọi là Mẹ Miranda, người cai trị ngôi làng, người là "sự hiện diện được dân làng tôn thờ."

### Cốt truyện
Ba năm sau khi thoát khỏi nanh vuốt của Eveline và gia đình Baker ở Dulvey, Ethan và Mia chuyển đến châu Âu để bắt đầu cuộc sống mới và nuôi dạy đứa con gái mới sinh Rosemary của họ. Tuy nhiên, vào một đêm, Chris Redfield và một đội lính đột kích vào nhà của họ, giết Mia, bắt cóc Ethan và Rosemary. Ethan bất tỉnh và sau đó tỉnh dậy bên cạnh một chiếc xe tải vận chuyển bị nát, với tất cả lính canh đã chết. Ethan bối rối lạc vào một ngôi làng gần đó đang bị tấn công bởi một đội quân gồm những sinh vật giống sói rất hung hãn và đột biến được gọi là Lycan. Ethan bất lực nhìn những người dân làng còn sống sót bị tàn sát bởi người Lycan trước khi bị bắt và đối mặt với vị thần của làng, Mẹ Miranda, và các lãnh chúa của bà là Alcina Dimitrescu, Donna Beneviento, Salvatore Moreau và Karl Heisenberg.
Sau khi thoát khỏi những kẻ bắt giữ mình, anh mạo hiểm vào lâu đài của Dimitrescu để tìm Rosemary, nơi anh trốn tránh và đánh bại Dimitrescu và các con gái của bà với sự giúp đỡ của thương gia địa phương Duke. Tuy nhiên, Ethan lại phát hiện ra một chiếc bình có chứa đầu của Rosemary. Duke giải thích rằng Mẹ Miranda đã tách Rosemary thành bốn bình khác nhau cho một nghi lễ đặc biệt. Tuy nhiên, có thể hồi sinh Rosemary nếu Ethan có thể phục hồi ba bình khác từ Beneviento, Moreau và Heisenberg. Quyết tâm cứu Rosemary, Ethan loại bỏ Beneviento và Moreau và thu hồi những chiếc bình mà họ sở hữu. Tuy nhiên, anh cũng biết được rằng Chris hiện diện trong làng mà không rõ lý do.
Ethan đối mặt với Heisenberg trong nhà máy của hắn, nơi hắn lập kế hoạch nổi dậy chống lại Miranda. Hắn từ chối từ bỏ bình của mình và tấn công Ethan khi Ethan từ chối đề nghị sử dụng Rosemary để giết Miranda. Ethan gặp lại Chris và tức giận đối mặt với anh vì cái chết của Mia. Chris tiết lộ rằng "Mia" mà anh ta giết là một Miranda biến hình giả dạng cô ấy để bắt cóc Rosemary, vì Miranda có khả năng động học giống như Eveline. Chris định giết Miranda để bảo vệ Ethan, nhưng không nhận ra Miranda đã giả chết và trốn thoát, bắt lấy Rosemary và đâm xe tải chở Ethan. Khi Chris phá hủy nhà máy của Heisenberg, Ethan điều khiển một chiếc xe tăng tạm thời để chiến đấu và cuối cùng đánh bại Heisenberg. Miranda sau đó đến, khoe khoang rằng bà có kế hoạch nhận Rosemary làm con gái ruột của mình trước khi giết Ethan bằng cách xé nát trái tim của anh.
Chứng kiến cái chết của Ethan, Chris dẫn đầu đội đặc nhiệm của mình tiến vào Miranda và giải cứu Rosemary. Cùng lúc đó, một lực lượng tấn công của BSAA đến để trấn áp Miranda. Chris đi đến một hang động bên dưới ngôi làng, nơi anh tìm thấy Megamycete, nguồn gốc của cái nấm mốc đã sinh ra Eveline và ban cho Miranda sức mạnh. Anh đặt một quả bom trên Megamycete và tiến sâu hơn vào các hang động, nơi anh tìm thấy phòng thí nghiệm của Miranda. Chris phát hiện ra rằng Miranda đã bắt đầu thử nghiệm với nấm mốc Mutamycete hơn một thế kỷ trước, dường như bà ta đã đạt được sự bất tử với nấm mốc này, với hy vọng hồi sinh cô con gái Eva, người đã chống chọi với bệnh cúm Tây Ban Nha. Bà đã thử nghiệm trên dân làng với hy vọng tìm được vật chủ cho Eva, nhưng các đối tượng thất bại dẫn đến Lycans, bốn lãnh chúa và Eveline. Cuối cùng, bà ta đã tìm thấy một vật chủ thích hợp là Rosemary do khả năng đặc biệt của cô được thừa hưởng từ Ethan và Mia. Miranda cũng cố vấn cho Oswell E. Spencer, người sẽ tiếp tục điều khiển Tập đoàn Umbrella. Chris tìm thấy và giải cứu Mia bị giam cầm.
Ethan hồi sinh sau khi phát hiện ra rằng việc anh bị nhiễm nấm mốc từ các sự kiện ở Dulvey đã cho phép anh có sức mạnh tái sinh. Duke giải cứu và chở Ethan đến địa điểm nghi lễ, nơi Ethan chiến đấu và đánh bại Miranda và giải cứu Rosemary. Cơ thể của Ethan bắt đầu suy yếu vì sức mạnh tái tạo của anh không thể theo kịp với vết thương của anh. Anh ta bảo Chris hãy trốn khỏi làng với Rosemary và chia sẻ lời tạm biệt cuối cùng với cô bé. Anh hy sinh bản thân để kích nổ quả bom được đặt ở Megamycete, phá hủy nó, bản thân và ngôi làng. Khi Mia đau lòng cho sự mất mát của Ethan, Chris phát hiện ra rằng những người lính BSAA được cử đến làng là vũ khí sinh học hữu cơ. Đang tìm kiếm câu trả lời, Chris ra lệnh cho đội của mình tiến đến trụ sở chính ở Châu Âu của BSAA.
Nhiều năm sau, cô gái trẻ Rosemary đến thăm mộ của Ethan trước khi được gọi đi làm nhiệm vụ thay mặt cho một tổ chức không được tiết lộ.

## Phát hành và thăng tiến
Để quảng bá cho trò chơi, Capcom đã thông báo rằng một sự kiện xổ số đặc biệt sẽ được tổ chức để tặng miễn phí trò chơi ghép hình acrylic Resident Evil Village nếu người dùng Twitter sử dụng hashtag #VILLAGE 予 約. Lady Dimitrescu, một nhân vật đã nổi tiếng trước khi trò chơi được phát hành, được giới thiệu nhiều trong các tài liệu và hàng hóa quảng cáo trước khi trò chơi ra mắt. Vào ngày 30 tháng 4 năm 2021, một chương trình múa rối có bốn vị chúa tể đã được phát hành trên YouTube, với mỗi con rối tuyên bố rằng chúng không đáng sợ.
Maiden, bản demo đầu tiên trong số hai bản demo, được phát hành độc quyền cho PlayStation 5 vào ngày 21 tháng 1 năm 2021. Đối với người dùng PS4 và PS5, bản demo truy cập sớm Village được phát hành vào ngày 15 tháng 4 năm 2021. Nó cho phép người chơi 30 phút để khám phá ngôi làng và chỉ có thể chơi một lần và tồn tại trong 8 giờ. Bản demo Castle được phát hành cho người dùng truy cập sớm PlayStation vào ngày 24 tháng 4 năm 2021. Nó cho phép người chơi khám phá lâu đài trong 30 phút, nó cũng có thể chơi một lần và sống trong 8 giờ. Bản demo đa nền tảng được phát hành vào ngày 1 tháng 5 năm 2021 cho tất cả các nền tảng. Nó cho phép người chơi khám phá cả Làng và Lâu đài trong 60 phút và nó sẽ tồn tại trong khoảng thời gian 7 ngày.
AMD đã báo cáo rằng phiên bản PC sẽ có tính năng dò tia và AMD FidelityFX.
Tại Nhật Bản, trò chơi sẽ được phát hành trong hai phiên bản để tuân thủ các quy định của địa phương, một phiên bản CERO Z giới hạn hợp pháp cho độ tuổi 18 trở lên và một phiên bản CERO D ít bạo lực hơn dành cho độ tuổi 17 trở lên. Cả hai phiên bản sẽ ít bạo lực hơn so với các phiên bản quốc tế.

## Tiếp nhận
Resident Evil 8 Village nhận được đánh giá "thường là thuận lợi", theo trang tổng hợp đánh giá Metacritic.
Một số nhà phê bình ghi nhận lối chơi tập trung vào hành động hơn so với Resident Evil 7 và so sánh sự chuyển đổi theo hướng với Resident Evil 4. Phil Hornshaw của GameSpot đã viết rằng trong khi anh ta cảm thấy Resident Evil 7 nghiêng về "ngôi nhà ma ám đen tối và rùng rợn" thiết lập tương tự như Resident Evil, Village lấy yếu tố "nhanh hơn và đáng sợ hơn" từ Resident Evil 4. Tristan Ogilvie của IGN xem trò chơi đã thành công trong việc lấy các yếu tố hành động tốt nhất từ Resident Evil 4 và kết hợp nó với hình thức hiện đại hơn của Resident Evil 7. Hornshaw ca ngợi hướng đi mới của trò chơi, cho rằng trò chơi cung cấp sự cân bằng tuyệt vời giữa hành động và kinh dị. Ngược lại, Leon Hurley của GameRadar lại chỉ trích cách tiếp cận mới, gọi đó là điều đáng tiếc khi tựa game là "một trong những trò chơi 'không phải là trò chơi kinh dị' Resident Evil" và kết luận rằng mặc dù trò chơi rất thú vị, nhưng nó đã không hoàn thành công việc của Resident Evil 7 trong việc xác tái định nghĩa lại loạt game. Các phần sau của trò chơi được so sánh, tích cực và tiêu cực, với loạt game bắn súng góc nhìn thứ nhất Call of Duty vì hành động nặng nề của nó. Ogilvie ca ngợi các chương cuối vì "mức độ tàn sát hỗn loạn" khiến anh nhớ đến các chiến dịch trong Call of Duty, trong khi cả Hornshaw và Hurley đều chỉ trích trò chơi vì quá nặng về hành động vào cuối, so sánh tiêu cực với Call của Duty và "phiên bản nặng về hành động nhất" là Resident Evil 6.
Các nhà phê bình ca ngợi sự đa dạng của lối chơi xuyên suốt mỗi phần của trò chơi. Hornshaw khen ngợi sự đa dạng của các ý tưởng kinh dị, ông thấy ấn tượng về cách trò chơi chuyển từ kinh dị này sang kinh dị khác một cách khéo léo và gọi mỗi khu vực là "vui nhộn, dữ dội và tự nhiên, đáng sợ theo cách riêng của nó." Hurley khen ngợi các phần trong nửa đầu của trò chơi là "đầy tâm trạng hấp dẫn khi bạn khám phá", đặc biệt khen ngợi khu vực thứ hai khi là "một trong những khoảnh khắc kinh dị hay nhất mà tôi đã chơi trong một thời gian dài", nhưng nghĩ rằng nửa sau của trò chơi có cảm giác trung bình, điều này chỉ được làm rõ hơn bởi các phần lớn hơn của trò chơi. Mặc dù vậy, ông cho rằng việc chuyển đổi ý tưởng xuyên suốt trò chơi đã tạo ra sự phấn khích cho những gì sắp tới. Ogilvie ghi nhận những thay đổi trong lối chơi cho mỗi phần, với một phần hướng tới tàng hình, trong khi phần khác nghiêng về tâm lý kinh dị hơn là chiến đấu. Ông cũng ca ngợi sự đa dạng của kẻ thù tăng lên so với Resident Evil 7, nói rằng nó đã thêm "chiều sâu và khả năng ra quyết định" vào việc chế tạo, buộc người chơi phải quyết định vật phẩm nào sẽ có tác dụng nhiều nhất đối với một số kẻ thù nhất định. Phong cách khám phá thế giới mở hơn cũng được giới phê bình đón nhận nồng nhiệt. Hurley viết rằng Resident Evil Village là lần đầu tiên loạt phim thử nghiệm với thế giới mở, và phần lớn thời gian của anh ấy đã dành để khám phá và đọc lại các khu vực có kỹ năng mới và khám phá những điều bất ngờ mới. Ogilvie đồng tình khi viết rằng việc khám phá chính ngôi làng là khía cạnh trung tâm của trò chơi đã giúp phân biệt nó với các phần trước và cảm thấy bổ ích khi mở khóa những con đường và bí mật mới, thêm vào đó là việc đưa vào một nhân vật thương nhân, thúc đẩy người chơi khám phá để tìm kiếm các vật phẩm để buôn bán